# Master of Arms
Master of Arms è un programma televisivo prodotto da Matador content e distribuito da Discovery. Del programma è stato prodotta una sola stagione trasmessa nel 2018 negli Stati Uniti e l'anno successivo in Italia.

## Format
Tre fabbricatori di armi devono affrontarsi in due prove: la prima chiamata "fulmine di guerra" dove i concorrenti devono riprodurre un'arma bianca o un componente di un'arma (come una baionetta) in un tempo che varia dalle 3 e le 6 ore, il peggiore della prova viene eliminato. Le armi vengono valutate da tre giudici: Ashley Hlebinski, storica delle armi; Trenton Tye, mastro armaiolo e Zeke Stout, esperto di armi e collaudatore per la prima prova. I due concorrenti rimanenti si affrontano nella sfida dell'arma finale: una prova di 40 ore distribuita su 4 giorni dove i concorrenti devono ricreare una delle armi più complesse di una certa epoca storica. Alla fine della prova le armi vengono provate sul campo da Nick Irving, un militare delle forze speciali statunitensi. Il vincitore si aggiudica 10 000 dollari e viene nominato "master of arms"